# Polityk

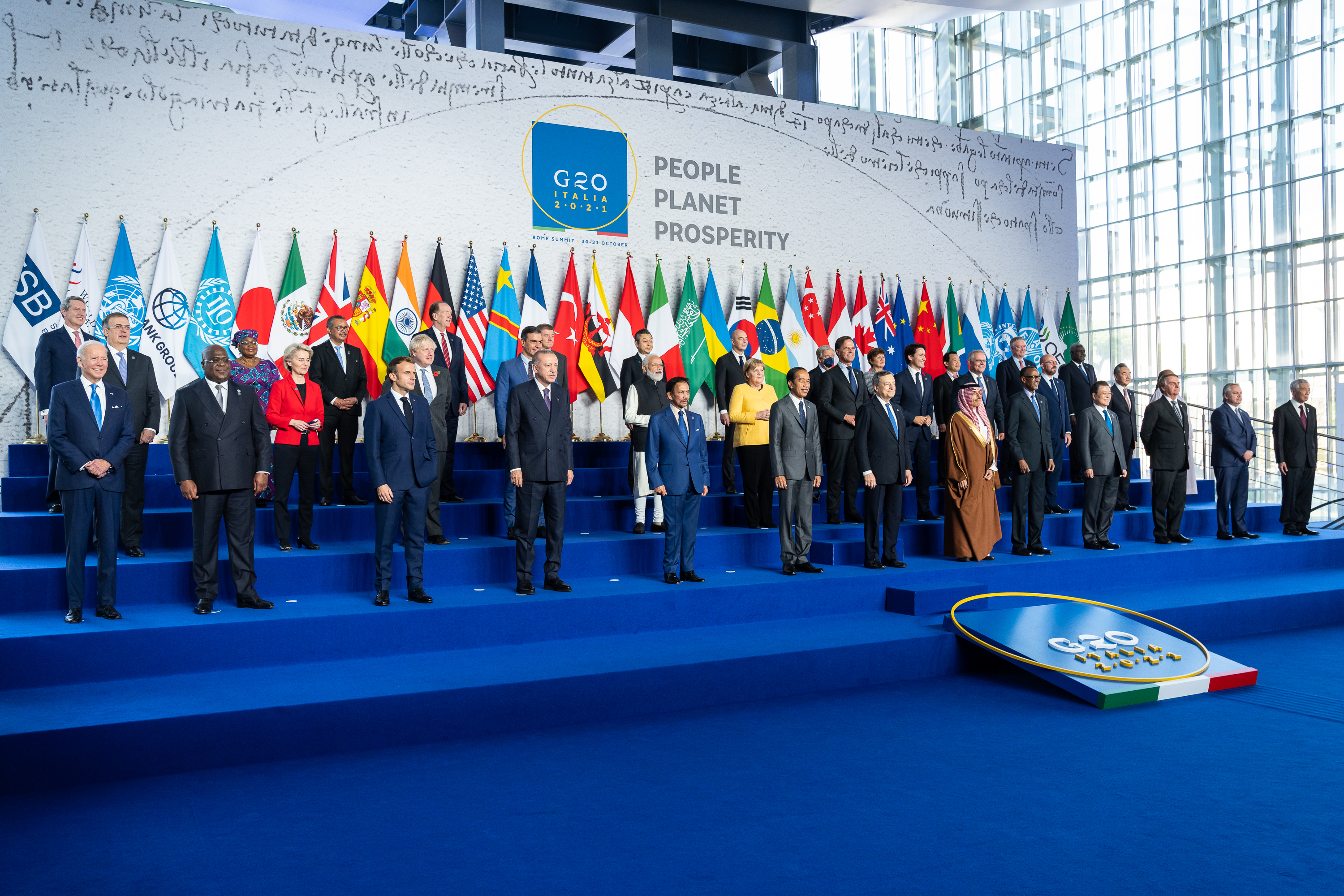
Spotkanie grupy G20 w Rzymie

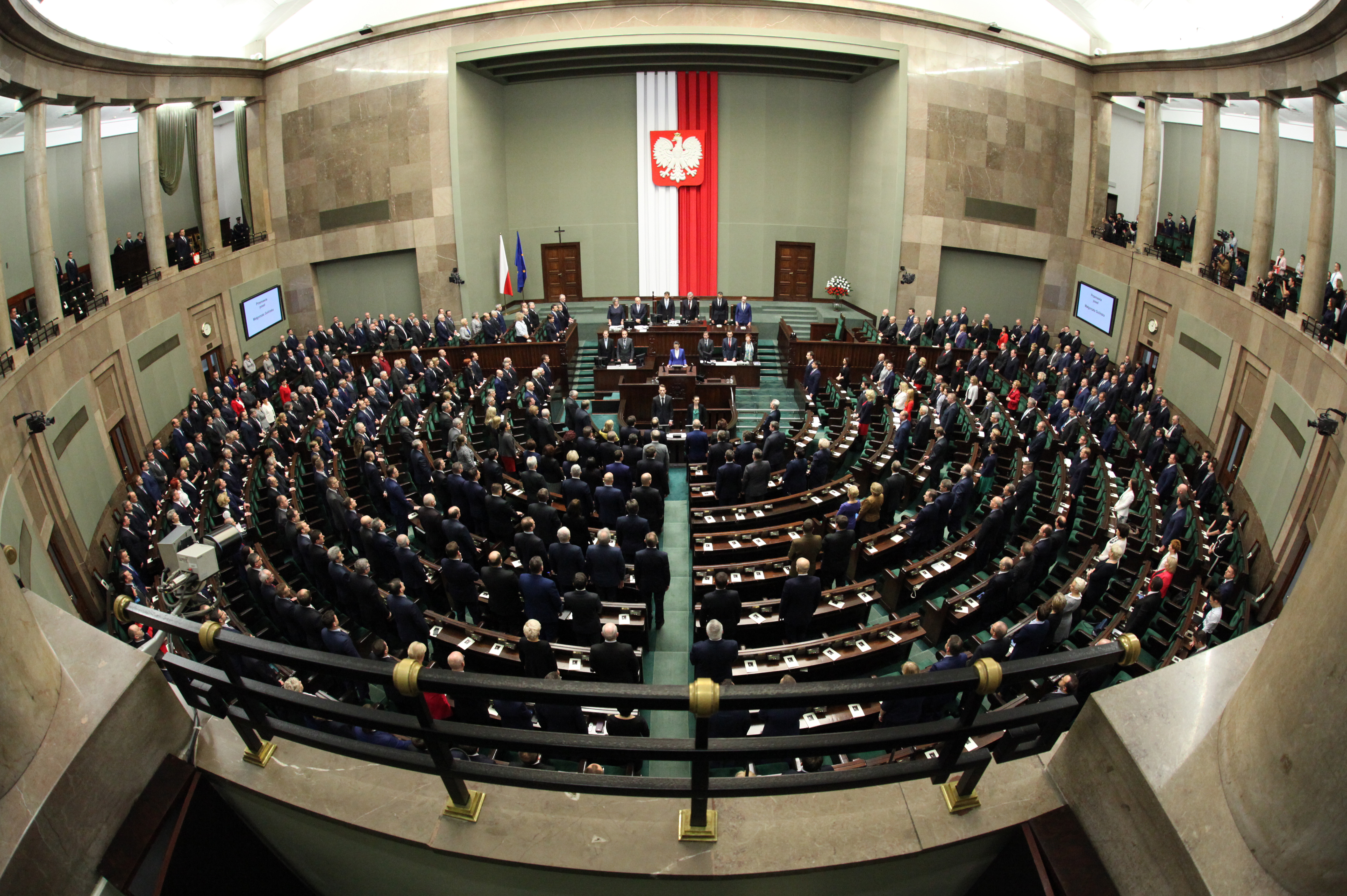
Polscy posłowie i senatorowie w Sali Posiedzeń Sejmu

Polityk – osoba działająca w sferze polityki, którą w klasycznym rozumieniu pojmuje się jako dążenie do realizacji idei Dobra (Platon), lub rodzaj sztuki rządzenia państwem, której celem jest dobro wspólne (Arystoteles) a przyporządkowanie działania temu celowi ostateczne. Arystoteles opisywał politykę jako jedną z trzech sfer działalności człowieka. Obok etyki i ekonomii odpowiadać miały kolejno na pytania: „Jak być dobrym człowiekiem?”, „Jak być dobrym gospodarzem?”, „Jak być dobrym obywatelem?”. Współczesne pojmowanie polityki jako sztuki zdobywania władzy i rządzenia państwem, wprowadził Niccolò Machiavelli w swoim dziele pt. „Książę”, według którego, polityk dąży do udziału we władzy lub do wywierania wpływu na podział władzy.

## Polityka jako zawód
Niemiecki socjolog i teoretyk polityki Max Weber proponuje nam racjonalizację spojrzenia na zawód polityka i na mechanizmy kierujące tym specyficznym zawodem. Nakreśla nowy typ polityka w nowoczesnym państwie, który w zarządzaniu władzą państwową oddaje się wyłącznie pracy w rozumieniu zawodu, profesji i otrzymuje za swoją pracę wynagrodzenie.

## Typy uprawiania polityki
Max Weber wyróżnia trzy możliwości bycia politykiem:
1. Okazjonalnie (np. poprzez korzystanie z czynnego prawa wyborczego).
2. Ubocznie (tzw. polityczni hobbyści, którzy np. należą do partii w stopniu zbliżonym do formalnego, działalność tylko w razie potrzeby, nie stanowiąca głównej treści ich życia, ani w sensie materialnym, ani ideowym)
3. Permanentnie (jako zawód główny).

## Skala zaangażowania politycznego
Typ uprawiania polityki ma niewątpliwie związek ze skalą zaangażowania politycznego, gdzie możemy wyróżnić pięć stopni:
1. znikome zainteresowanie życiem politycznym
2. ograniczenie się do spełniania podstawowych obowiązków (praw) politycznych, np. uczestnictwo w wyborach
3. członkostwo w organizacjach o charakterze społeczno – politycznym, np. w partiach politycznych
4. społeczne pełnienie ról w organizacjach politycznych
5. zawodowe uprawianie polityki

## Formy partycypacji politycznej
Zaangażowanie polityczne przekłada się bezpośrednio na partycypację polityczną (uczestnictwo polityczne) jako dobrowolną aktywność, poprzez którą jednostka bądź grupy społeczne chcą wpływać na wybór rządzących i/lub rezultaty działań politycznych. Wyróżnia się trzy formy partycypacji politycznej:
1. partycypacja konwencjonalna – jest to aktywność rutynowa zgodna z porządkiem konstytucyjnym. Przykładem tej formy partycypacji będzie aktywność wyborcza: uczestnictwo w wyborach samorządowych, parlamentarnych, prezydenckich oraz w referendach. Dla większości ludzi to jedyna forma aktywności.
2. Partycypacja niekonwencjonalna – wiąże się z bezpośrednim kontaktem jednostki ze środowiskiem polityki, czy też bezpośrednim uczestnictwem w polityce. Polega ona na podejmowaniu działań mających na celu wpływ na decyzje rządzących. Ten rodzaj partycypacji można charakteryzować na dwóch poziomach: legalności – wszelkie formy działań są zgodne z obowiązującym prawem (petycje, listy, udział w bojkocie) i nielegalności – „dzikie” strajki, okupacje budynków użytku publicznego czy blokowanie ruchu ulicznego w celu zwrócenia uwagi rządzących lub wymuszania konkretnych działań.
3. Partycypacja symboliczna lub rytualna – jednostka uczestniczy w różnego rodzaju wydarzeniach, uroczystościach państwowych bez poczucia realnego wpływu politycznego (pochody pierwszomajowe, wybory do Sejmu PRL)

Weber twierdził, że można uprawiać politykę, będąc politykiem „okazjonalnym”, jak i wykonując ten zawód jako zawód uboczny. Najważniejszym aspektem polityki jako zawodu jest jednak aspekt permanentny, gdzie polityk poświęca swój czas i potencjał na służbę na rzecz dobrobytu obywateli, dążąc do zmniejszenia czy też usuwania ograniczeń w zaspokajaniu potrzeb ludzi jako zbiorowości. Max Weber dzieli ten aspekt na dwie strony. Według niego można żyć „dla” polityki lub „z” polityki. Życie dla polityki jest poświęceniem, oddaniem się sprawie w całości, to poczucie wewnętrznej misji. Brak tutaj kalkulacji ekonomicznych, w przeciwieństwie do życia „z” polityki, gdzie staje się ona stałym źródłem dochodów. nadmienić, iż według Webera istota polityka w większości przypadków polega na koegzystowaniu pojęcia „z” i „dla” polityki, a zjawisko życia wyłącznie „dla” polityki jest z dzisiejszego punktu widzenia bardzo rzadkie (polityk musiałby posiadać odrębne źródło finansowe).
Współcześnie, przy rozwiniętej instytucjonalizacji państwa, rozwinęła się nowoczesna i wysoko wykwalifikowana klasa urzędniczo-polityczna, podzielona na dwie oddzielne kategorie funkcjonariuszy publicznych:
- Urzędników – fachowców (urzędników płatnych, którzy zgodnie ze swoim właściwym powołaniem zawodowym nie powinni uprawiać polityki, tylko administrować)
- Urzędników politycznych (beneficjentów walczących o władzę i realizujących interesy polityczne)

Ludzie o predyspozycjach urzędniczych nie są politykami w sensie przywódcy politycznego. Typem polityka-przywódcy jest od czasów demokracji „demagog” – polityczny publicysta, którego wyróżnia poczucie odpowiedzialności, oddanie sprawie, roztropność. Charyzma przywódcy staje się jego legitymizacją władzy, niepotrzebna jest przemoc (tradycja panowania króla) czy legalizacja (legalne ustanowienie panowania prezydenta) jako uprawomocnienie jego roli. Przywódca dąży do władzy, ponieważ:
- ma potrzebę efektywnego wpływania na otoczenie,
- ma potrzebę bycia sławnym i admirowanym przez tłumy,
- ma potrzebę obowiązku,
- ma potrzebę altruizmu,

a także potrzebę afiliacji, zabiegania o dobre relacje z ludźmi, potrzebę osiągnięć. Są to jednostki o silnej wierze we własne możliwości, o większej otwartości umysłu, ponadprzeciętnej inteligencji, wysokiej samoocenie i samoakceptacji. A nade wszystko tworzące i utrzymujące niekwestionowany autorytet. Niewątpliwie przywódcą trzeba się urodzić. We współczesnych demokracjach potrzebę przywództwa i związaną z tym rolę charyzmatycznego lidera może spełniać wybierany przez ogół społeczeństwa prezydent.

## Cechy polityka
Weber wymienia trzy przymioty, które stanowią o klasie polityka. Muszą one występować w odpowiednim natężeniu:
- Namiętność
- Poczucie odpowiedzialności
- Wyczucie w ocenie, dystans wobec ludzi i rzeczy

Polityk musi pokonywać własną próżność, która rodzi nierzeczowość i brak odpowiedzialności. Grzech zaczyna się, gdy dążenie do władzy nie staje się przedmiotem w służbie dobra wspólnego. Polityk, któremu chodzi tylko o sprawowanie władzy i zaspokojenie własnej próżności, będzie zawsze miernotą – nawet gdy odniesie zewnętrzne sukcesy. W polityce nie chodzi bowiem o władzę dla niej samej, ale o władzę w służbie idei. Dla Webera był to warunek polityki uczciwej i odpowiedzialnej: „Polityka jako zawód i powołanie ma sens wówczas, gdy łączy szansę wielkiej nagrody dzięki sukcesom i zapowiedź surowej kary za zawiniony brak sukcesów”.
Polityk może stać się wyznawcą etyki przekonań i etyki odpowiedzialności. Pierwsi wyznają zasadę, że zastosowanie dobrego etycznie środka musi przynieść dobry cel, a złego zły – nie rozumieją, że nie zawsze czyn słuszny etycznie przynosi dobre rezultaty.
Zwolennicy etyki odpowiedzialności biorą pod uwagę zarówno cele, jak i metody oraz skutki swych działań, nie ignorując przy tym całkowicie przekonań, gdyż bez nich nie da się wybrać celów. Człowiek z powołaniem do polityki łączy więc obie te etyki. Stąd konkluzja, że polityk nie będzie nigdy czysty moralnie, ponieważ nie jest możliwe pogodzenie etyki przekonań i etyki odpowiedzialności. Kto chce uprawiać politykę jako zawód, musi być świadom tych etycznych paradoksów.

## Działania polityczne współcześnie
Współcześnie cele działań politycznych skupiają się przede wszystkim wokół:
- Rozwiązywania określonych problemów społecznych (alokacja dóbr i wartości)
- Realizacji określonego programu politycznego (osiągnięcie określonego celu)
- Zwiększenia stopnia akceptacji społecznej dla rządu (szukanie kompromisów, zachowanie równowagi)
- Zaspokojenia własnych ambicji politycznych (zdobycie władzy)

Jednocześnie zainteresowanie władzą polityczną ustępuje miejsca zainteresowaniu władzą pojętą jako kontrola i wpływy w organizacjach. Platońskie cnoty polityka
ulegają modyfikacji w czasach powszechnej wolności – spryt, przebiegłość, gotowość posługiwania się kłamstwem, nieszczere deklaracje okazują się niezbędnymi do utrzymania się w polityce. Rodzi to różnego rodzaju patologie, jak korupcja czy klientelizm. Ocena celów przyświecających określonym działaniom politycznym ma istotne znaczenie dla ocen polityków.

## Literatura
- Arystoteles: Polityka, Warszawa 2002
- Paweł Rogaliński: Model polityka popularnego w państwach anglosaskich. Kraków: Wydawnictwo Uniwersytetu Jagiellońskiego, 2023. ISBN 978-83-233-5161-0.
- M. Weber: Polityka jako zawód i powołanie, Kraków 1998
- K. A. Wojtaszczyk, W. Jakubowski (red.): Społeczeństwo i polityka. Podstawy nauk politycznych, Warszawa 2007